# سرود پارتیزان‌ها

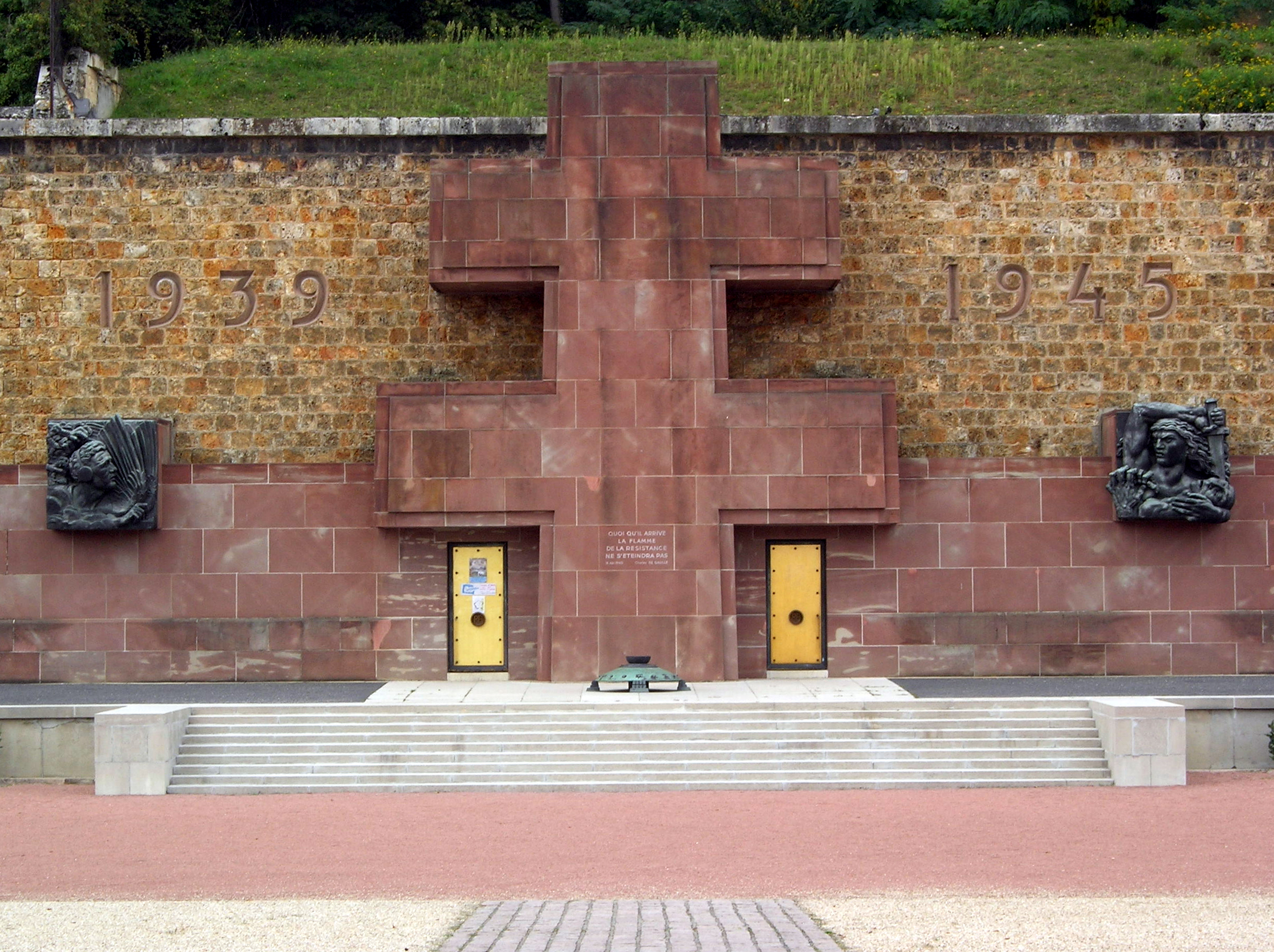
سرود پارتیزان‌ها

«سرود پارتیزان‌ها» (به فرانسه: Le Chant des Partisans) نام سرود میهن پرستانه مشهوری است که در جنگ دوم جهانی توسط پارتیزان‌های فرانسوی که با اشغالگران نازی می‌جنگیدند خوانده می‌شد.

## ساخت سرود پارتیزان‌ها
سرود پارتیزان‌ها رایج‌ترین ترانه فرانسه آزاد و مقاومت فرانسه در زمان جنگ دوم جهانی بود. این قطعه در سال ۱۹۴۳ توسط آنا مارلی خواننده و آهنگ ساز روسی ـ فرانسوی نوشته شد. او در لندن زمانی که یک آهنگ روسی را شنید از آن الهام گرفت و ملودی سرود پارتیزان را نوشت.
ژوزف کسل و موریس دروئون شعر فرانسوی آنرا سرودند؛ ولی توسط آنا مارلی اجرا و توسط بی‌بی‌سی پخش شد. چریکهای غیر شهری فرانسه در زمان اشغال بعنوان سرود مقاومت آنرا انتخاب کردند. اشعار این آهنگ بیانگر ایده یا مرگ یا پیروزی در نبرد آزادیبخش ملی فرانسه است.
بعد از جنگ دوم جهانی سرود پارتیزان‌ها بسیار رایج شد و پیشنهاد شد که سرود ملی جدید فرانسه شود. بعد از مدت کوتاهی این سرود به سرود ملی غیررسمی فرانسه در کنار سرود رسمی مارسیز قرار گرفت.
آنا مارلی همچنین آهنگ عمیق‌تر «شکایت پارتیزان» که بعدها به زبان انگلیسی بنام پارتیزان ترجمه شد را ساخت. ملودی سرود پارتیزان توسط کشور کره برای مارش نظامی ارتش آزادیبخش کره انتخاب شد.

## متن و ترجمه سرود
| به فارسی: سرود پارتیزان‌ها                                             | به فرانسوی: Le Chant des partisans                                |
| --------------------------------------------------------------------- | ----------------------------------------------------------------- |
| دوست من، آیا صدای پرواز سیاه کلاغان را بر دشتهایمان می‌شنوی؟           | Ami, entends-tu le vol noir des corbeaux sur nos plaines ?        |
| دوست من، آیا فریادهای بی صدای کشوری را که به زنجیرش کشیده‌اند می‌شنوی؟  | Ami, entends-tu les cris sourds du pays qu'on enchaîne ?          |
| آهای پارتیزانها، کارگران، کشاورزان، این صدای هشدار است!               | Ohé partisans, ouvriers et paysans, c'est l'alarme!               |
| امشب دشمن بهای خون و اسلحه را خواهد دانست.                            | Ce soir l'ennemi connaîtra le prix du sang et des larmes.         |
| هم قطاران، از معادن خارج شوید و از تپه‌ها پایین بیایید.                | Montez de la mine, descendez des collines, camarades,             |
| تفنگها و مسلسلها و نارنجکهای خود را از میان کاه بیرون بکشید.          | Sortez de la paille les fusils, la mitraille, les grenades ;      |
| ای کسانی که می‌کشید، با گلوله و کارد سریع بکشید!                       | Ohé les tueurs, à la balle et au couteau tuez vite!               |
| خرابکار! مواظب بارت باش که دینامیت است.                               | Ohé saboteur, attention à ton fardeau, dynamite...                |
| ما هستیم که میله‌های زندان را برای برادرانمان می‌شکنیم،                 | C'est nous qui brisons les barreaux des prisons, pour nos frères, |
| تنفر به دنبال ماست و گرسنگی و بدبختی ما را به پیش می‌راند.             | La haine à nos trousses, et la faim qui nous pousse, la misère.   |
| کشورهایی هستند که در آن‌ها مردم در بستر خود می‌خوابند و خواب می‌بینند.   | Il y a des pays où les gens au creux des lits font des rêves      |
| در اینجا می‌بینی که ما می‌رویم و می‌کشیم و می‌میریم.                      | Ici, nous, vois-tu, nous on marche et nous on tue, nous on crève. |
| در اینجا هر کسی می‌داند که چه می‌خواهد، چه می‌کند و کی می‌گذرد            | Ici chacun sait ce qu'il veut, ce qu'il fait, quand il passe ;    |
| دوست من، اگر تو به زمین بیفتی دوست دیگری جای تو را می‌گیرد             | Ami, si tu tombes, un ami sort de l'ombre à ta place.             |
| فردا خون سیاه رنگ بر روی جاده‌ها در آفتاب خشک خواهد شد.                | Demain du sang noir séchera au grand soleil sur les routes,       |
| هم قطاران، آواز بخوانید، در شب آزادی ما گوش خواهیم کرد                | Chantez, compagnons, dans la nuit la liberté nous écoute.         |
| دوست من، صدای فریادهای بی صدای کشوری که به زنجیرش کشیده‌اند را می‌شنوی؟ | Ami, entends-tu les cris sourds du pays qu'on enchaîne ?          |
| دوست من صدای پرواز سیاه کلاغ‌ها را در دشت‌های ما می‌شنوی؟                | Ami, entends-tu le vol noir des corbeaux sur nos plaines ?        |